# Kaddur Ben Amar
Kaddour Ben Amar (ou Qaddour ben Amar) (en arabe : قدور بن عمار) était un important chef de la tribu des Aït Saïd, qui a joué un rôle significatif durant la Guerre du Rif au début du XXe siècle, notamment lors de la débâcle espagnole d'Anoual en 1921. Il est particulièrement connu pour sa gestion stratégique des prisonniers espagnols et son opposition, à certains égards, à l'autorité d'Abdelkrim el-Khattabi.

## Biographie
Premiere Relation avec les Espagnoles Avant les événements d'Anoual, Kaddour bin Amar, en tant que l'un des principaux chefs des Aït Saïd, s'était vu contraint de reconnaître l'autorité du général Silvestre en décembre 1920, après que ce dernier eut atteint le mont Mauro. Il est également mentionné que Kaddour Bin Amar recevait une rémunération mensuelle de 500 pesetas. Cependant, malgré les espoirs des centres d'information de Mellila en septembre et octobre, les Aït Saïd, sous sa direction, ont opposé une résistance énergique lors de l'occupation du plateau de Tikermin, et les démarches entreprises auprès de Kaddour Bin amar n'ont donné aucun résultat, décrit comme "habilement dirigé", s'était fortifié de façon inattendue et les troupes espagnoles ont dû faire face à une sérieuse résistance de la part des Maures.

### Rôle durant la Bataille d'annual
Kaddour bin Amar était present a Anoual. Après la défaite espagnole, il a joué un rôle clé dans la prise en charge des officiers espagnols. Il attendait les officier sortant de Dar El Kebdani , y compris le colonel Araujo, il considérait ces prisonniers comme un "atout precieux " face à une éventuelle contre-attaque du colonel Dámaso Berenguer, estimant qu'ils valaient plus que les cinq mille pesetas reçues. Kaddour bin Amar a affirmé qu'après huit jours, il retournerait à Anoual Kaddur Bin Amar affirme être revenu constater la mort de Silvestre en le reconnaissant par sa moustache, qu’il aurait arrachée en le retournant pour voir son visage.

## Gestion des Prisonniers Espagnols

### détention et négociation
Kaddour bin Amar a détenu un nombre significatif de prisonniers espagnols. Fin juillet 1921, il avait sous sa garde un colonel, deux lieutenants-colonels, quatre capitaines et deux autres officiers. Au total, il détenait 86 prisonniers, dont 18 officier
Le capitaine Sánchez Aparicio, qui avait capitulé à Tizi Iznoren, était son prisonnier et rédigeait des lettres pour d'autres officiers comme le colonel Araijo et le capitaine Juan de Ozaeta Guerra, dans le cadre de conventions de reddition. Les officiers espagnols prisonniers débattaient et votaient sur des propositions, se demandant si Kaddour Bin Amar avait envoyé les "effets demandés". Le groupe du colonel Araujo est resté dix-huit mois captif chez Kaddour à Dar El Kebdani avant d'être transféré vers Ajdir (Al Hoceïma).

### Un Levier de Pouvoir face à Abd el-Krim
La détention de ces prisonniers représentait un puissant levier de négociation avec les Espagnols.Abdelkrim el-Khattabi et Kaddour ben Amar étaient tous deux déterminés à contrôler ce levier. Malgré la défaite rapide des Espagnols, plusieurs cheikhs importants, y compris Kaddour ben Amar, refusaient de livrer leurs prisonniers à Abd el-Krim, faisant de cette question un enjeu de pouvoir
Abdelkrim el-Khattabi a dû faire d'"énormes efforts" pour convaincre Kaddour bin Amar de lui livrer les 86 prisonniers qu'il détenait. Cependant, Abd el-Krim n'a finalement obtenu que 38 de ces 86 prisonniers.

## Capture et Décès
Sur le front oriental, Kaddour ben Amar et les Aït Saïd continuaient à résister,ce qui a conduit à une Vague d'arrestation, y compris celle de Kaddour ben Amar lui-même. Il fut fait prisonnier lors d'une des avancées de la Reconquista et emmené à Melilla.
En captivité, Kaddour bin Amar fit preuve d'un Mépris total envers ses geôliers. Il refusa de fuir "comme Abd el-Krim" ou de négocier "comme Araujo", choisissant plutôt de Mourir de faim. Il décéda le 17 août 1923 et fut enterré au cimetière de Sidi Aguariach.